# Collegio di Bridlington and The Wolds
Bridlington and The Wolds è un collegio elettorale situato nell'East Riding of Yorkshire, nella regione dello Yorkshire e Humber, e rappresentato alla Camera dei comuni del Parlamento del Regno Unito. Elegge un membro del parlamento con il sistema first-past-the-post, ossia maggioritario a turno unico; l'attuale parlamentare è Charlie Dewhirst del Partito Conservatore, che rappresenta il collegio dal 2024.

## Estensione
Il collegio comprende i seguenti ward del distretto di East Riding of Yorkshire: Bridlington Central and Old Town; Bridlington North; Bridlington South; Driffield and Rural; East Wolds and Coastal; North Holderness e Wolds Weighton.

## Membri del parlamento
| Elezione | Elezione | Deputato         | Partito      |
| -------- | -------- | ---------------- | ------------ |
|          | 2024     | Charlie Dewhirst | Conservatore |

## Elezioni

### Elezioni negli anni 2020
| Partito                    | Partito                                         | Candidato                  | Risultati 4 luglio 2024 | Risultati 4 luglio 2024 |
| Partito                    | Partito                                         | Candidato                  | Voti                    | %                       |
| -------------------------- | ----------------------------------------------- | -------------------------- | ----------------------- | ----------------------- |
|                            | Conservatore                                    | Charlie Dewhirst           | 14 846                  | 34,58                   |
|                            | Laburista                                       | Sarah Carter               | 11 721                  | 27,30                   |
|                            | Reform UK                                       | Maria Bowtell              | 10 350                  | 24,11                   |
|                            | Lib Dem                                         | Jayne Phoenix              | 3 097                   | 7,21                    |
|                            | Verdi                                           | Gill Leek                  | 1 595                   | 3,71                    |
|                            | Yorkshire                                       | Tim Norman                 | 915                     | 2,13                    |
|                            | Indipendente                                    | Tom Cone                   | 309                     | 0,72                    |
|                            | Social Democratico                              | Carlo Verda                | 104                     | 0,24                    |
|                            |                                                 |                            |                         |                         |
| Iscritti                   | Iscritti                                        | Iscritti                   | 72 931                  | 100,00                  |
| ↳ Votanti (% su iscritti)  | ↳ Votanti (% su iscritti)                       | ↳ Votanti (% su iscritti)  | 42 937                  | 58,87                   |
| ↳ Astenuti (% su iscritti) | ↳ Astenuti (% su iscritti)                      | ↳ Astenuti (% su iscritti) | 29 994                  | 41,13                   |
|                            |                                                 |                            |                         |                         |
|                            | Esito: collegio a Conservatore (nuovo collegio) |                            |                         |                         |